# Centre de la musique de Kuopio
Le centre de la musique de Kuopio (finnois : Kuopion musiikkikeskus) est un bâtiment construit dans le quartier de Karjasilta à Kuopio en Finlande.

## Présentation
Le centre est le lieu de résidence de l'orchestre symphonique d'Oulu.
Il abrite aussi le conservatoire de Kuopio, la filière de musique et de danse de l'université des sciences appliquées Savonia et l'unité de l'Académie Sibelius à  Kuopio qui dispensent un enseignement allant de l'initiation à l'enseignement professionnel.
La salle principale du centre de musique de Kuopio est une salle de concert de 1064 places dont l'acoustique a été conçue par le professeur Alpo Halme.
La salle est adaptée à la musique classique ainsi qu’au divertissement ou aux besoins des grands congrès. 
La salle de musique de chambre peut accueillir jusqu'à 240 auditeurs.
En outre, le centre dispose de plusieurs petites salles de concert et de conférence. Il  accueille environ 300 événements chaque année et le nombre de visiteurs varie entre 120 000 et 150 000 chaque année.